# Idiomerus pallidus
Genre
Espèce
Idiomerus pallidus, unique représentant du genre Idiomerus, est une espèce de collemboles de la famille des Entomobryidae.

## Distribution
Cette espèce est endémique d'Inde.

## Description
Idiomerus pallidus mesure de 3,5 à 5 mm

## Publication originale
- Imms, 1912 : On some Collembola from India, Burma, and Ceylon; with a Catalogue of the Oriental Species of the Order. Proceedings of the Zoological Society of London, vol. 4, p. 80-125 (texte intégral).